# Теске, Вернер

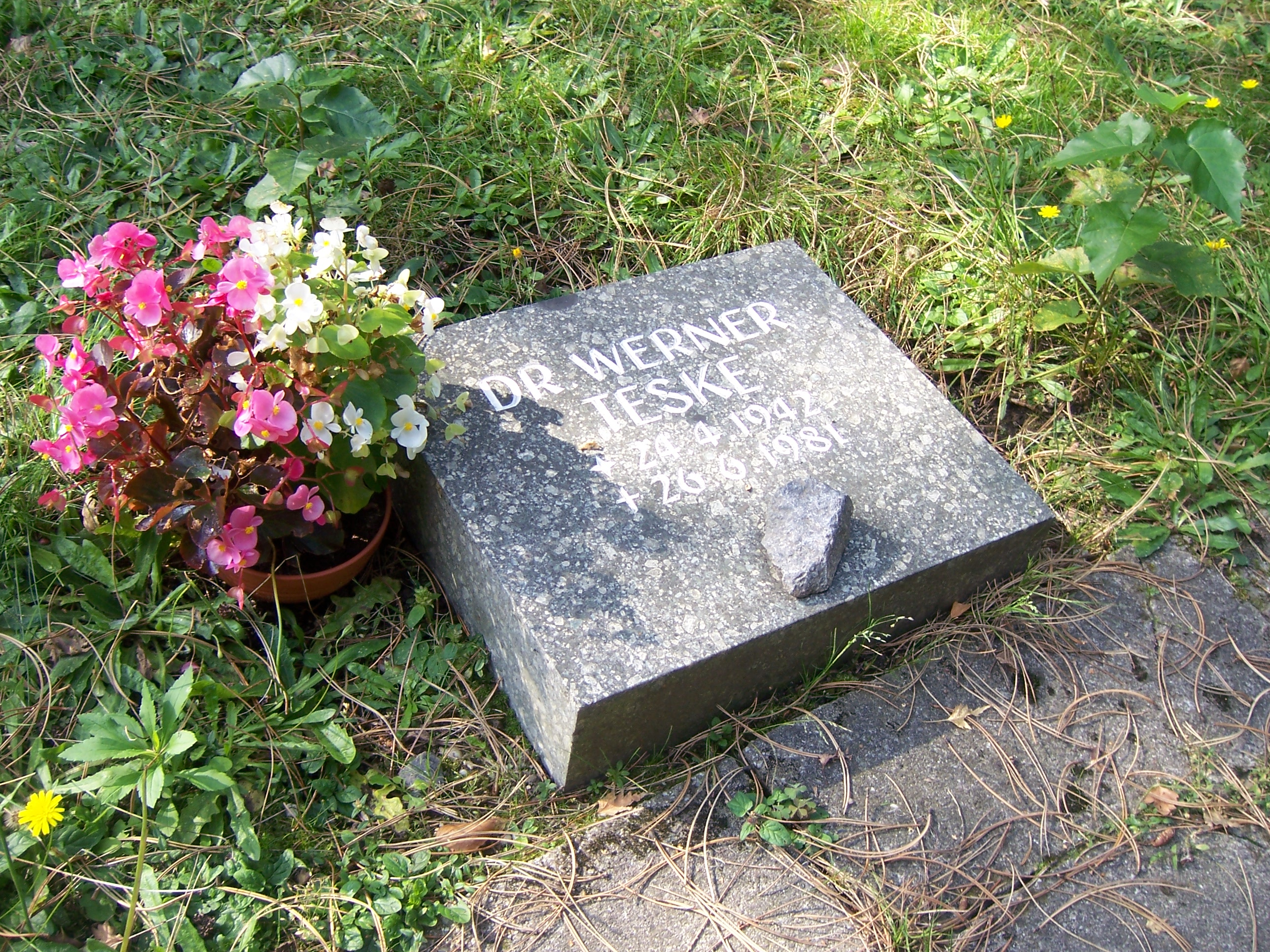
Мемориальная плита Вернеру Теске на Южном кладбище в Лейпциге

Ве́рнер Зи́гфрид Те́ске (нем. Werner Siegfried Teske; 24 апреля 1942, Берлин — 26 июня 1981, Лейпциг) — капитан госбезопасности ГДР. В 1981 году был неправомерно приговорён к смертной казни по обвинению в шпионаже и попытке дезертирства и казнён. Это последний смертный приговор, приведённый в исполнение в ГДР и соответственно Германии.

## Биография
Вернер Теске учился в Берлинском университете имени Гумбольдта на экономическом факультете и в 1969 году защитил докторскую диссертацию. Ещё в студенческие годы был завербован МГБ ГДР и работал на Главное управление разведки в области научного шпионажа в западных странах.
С середины 1970-х годов у Теске появились серьёзные сомнения относительно политической системы ГДР и своей работы. Он мечтал перебраться в ФРГ и годами готовился к переходу границы, собирая дома секретные документы. После побега из ГДР в ФРГ офицера госбезопасности ГДР Вернера Штиллера в 1979 году в МГБ ГДР были значительно ужесточены меры внутренней безопасности. Теске также подвергся проверке. Секретная документация в его сейфе хранилась в полном беспорядке, что лишало проверяющих возможности провести учёт хранившихся в нём секретных документов. Были обнаружены злоупотребления Теске в передаче денежных средств информаторам. Позднее была обнаружена растрата оперативных средств в размере 20 244,50 немецких марок и 21 478 марок ГДР. Под надуманным предлогом 4 сентября 1980 года Теске был вывезен на конспиративный объект МГБ ГДР, где до 11 сентября проводилось внутреннее расследование. При обыске на квартире Теске в указанных им тайниках были обнаружены выкраденные документы, объём которых оказался невероятно большим. 11 сентября в 2 часа утра Теске сознался о том, что в 1978 году задумал побег в Федеративную Республику Германии.
На закрытом судебном процессе в МГБ ГДР Теске вопреки законодательству ГДР был обвинён военным судом Берлина в совершении шпионажа, дезертирстве и бегстве из Республики. Несмотря на то, что вменявшиеся ему преступные деяния однозначно не были совершены и уголовным законодательством ГДР смертная казнь предусматривалась только за совершённые преступные действия, 12 июня 1981 года Вернер Теске был приговорён к высшей мере наказания. Суровость приговора не в последнюю очередь стала следствием успешного побега Штиллера. После отказа в помиловании Теске был этапирован в исправительное учреждение в Лейпциге, где вынесенный Теске смертный приговор был приведён в исполнение выстрелом в голову. Тело Теске было кремировано на лейпцигском Южном кладбище.
Информация о казни Теске была засекречена даже в МГБ ГДР. Ближайшие родственники казнённого не получили никакой информации о его казни. Вдова Теске Сабина и его дочь с документами на другие имена покинули Берлин, подписав обязательство о неразглашении обстоятельств смерти Вернера Теске и информации о собственном прошлом. Приговор, вынесенный Вернеру Теске, был отменён в 1993 году как не соответствующий принципам правового государства. Военный судья и военный прокурор по делу Теске были приговорены земельным судом Берлина к лишению свободы сроком на четыре года по обвинению в умышленном убийстве и вынесении заведомо неправосудного приговора.